# لوسي سبيد
لوسي سبيد (بالإنجليزية: Lucy Speed)‏ هي راقصة باليه وممثلة بريطانية، ولدت في 31 أغسطس 1976 في كرويدون في المملكة المتحدة.

## وصلات خارجية
- لوسي سبيد على موقع IMDb (الإنجليزية)
- لوسي سبيد على موقع قاعدة بيانات الفيلم (الإنجليزية)